# Frank Geney
Pour les articles homonymes, voir Geney.
Frank Geney, né le 22 mai 1979 à Trèves (Rhénanie-Palatinat) et mort le 18 juillet 2013 à Cassis (Bouches-du-Rhône) d'un arrêt cardiaque, est un acteur français.

## Biographie
Il fait ses premiers pas à 17 ans sur les planches et décide de devenir acteur. Après des cours de théâtre au lycée français de Stockholm, des stages avec Sandy Ouvrier et son travail avec Vincent Lindon, il entre au cours Florent pour y apprendre le métier en 1999. Il commence alors ses premières apparitions télé.
En 2001, grâce à son agent, il décroche un des rôles principaux de la série Le Groupe qui s'arrêtera en 2002, année où il est avec Anne-Élisabeth Blateau l'un des principaux interprètes de Scoub 2, court-métrage réalisé par Stéphane Berla et sélectionné au Festival Universciné.
Ensuite, on le voit dans le documentaire Le Cours Florent sur Canal+ et il enchaîne les apparitions télévisées. Toujours en 2002, il interprète Max, l'un des boxeurs strip-teaseurs de l'épisode Chippendales de la série Père et Maire aux côtés de Christian Rauth et Daniel Rialet sur TF1.
Il enchaîne les spots publicitaires : CIC, Pages Jaunes, Samsung. 
En 2003, il joue dans la série Même âge, même adresse pour M6 et tourne dans 19 épisodes (dont 4 de la saison 1). La série s'est arrêtée en 2004.
Frank a tourné en 2005 dans le téléfilm L'Empire du Tigre pour TF1 et dans le court-métrage Le Bon Coup d'Arnault Labaronne.
En 2006 et 2007, il fait des apparitions dans les séries Joséphine, ange gardien, Commissaire Valence avec Bernard Tapie dans le rôle principal, Alex Santana, négociateur, Section de recherches et joue dans le téléfilm Marie Besnard, l'empoisonneuse pour TF1 aux côtés de Muriel Robin dans le rôle-titre.
En 2008, il joue dans La Main blanche sur TF1.
De 2010 à 2013, il joue dans plusieurs spots de publicité pour McDonald's.
Le 18 juillet 2013, il succombe à une crise cardiaque.
Ses obsèques ont eu lieu le matin du 26 juillet 2013 et il est enterré au cimetière du Père-Lachaise.

## Au théâtre
- 1997 : Phèdre : Hippolyte
- 2000 : The Dining Room
- La Liberté de la Presse
- On s'voyait déjà : Tactac
- 2002 : On connaît la chanson : Nicolas
- 2003 : Un homme parfait : Arthur

## Filmographie

### Cinéma
- 2003 : Scoub 2 (Court-métrage) : Fred
- 2005 : Le bon coup (Court-métrage) : Olivier
- 2007 : Touristes ? Oh yes ! de Jean-Pierre Mocky : Frédérick

### Télévision
- 2001-2002 : Le Groupe (série télévisée) : Fred Chapuis
- 2002 : Père et Maire (série télévisée)  : Max Gauthier
- 2003 : Une femme d'honneur (série télévisée) : Yvan Marcelet
- 2003-2004 : Même âge, même adresse (série télévisée) : Mike MacDonald
- 2004 : Commissaire Moulin (série télévisée) : Frédéric Menguy
- 2005 : L'Empire du Tigre (Téléfilm) : Alexis
- 2006 : RIS police scientifique (série télévisée) : Franck Fargeau
- 2006 : Marie Besnard, l'empoisonneuse (Téléfilm) : Ady
- 2006 : Alex Santana, négociateur (série télévisée) : Mathias Tarrade
- 2007 : Le Monsieur d'en face (Téléfilm) : Antoine Martin
- 2007 : Les Cerfs-volants (Téléfilm) : Hans
- 2007 : Monsieur Max (Téléfilm) : Un gendarme en 1905
- 2007 : L'Embrasement (Téléfilm) : François
- 2008 : Commissaire Valence (série télévisée) : Delmas
- 2008 : La Main blanche (série télévisée) : Olivier Morel
- 2008 : Joséphine, ange gardien (série télévisée) : Fabrice Kessir
- 2009 : Section de recherches (série télévisée) : Eric Bondy
- 2010 : Julie Lescaut (série télévisée) : Frank